# Thalassia Periochi Kolpou Kyparissias: Akr. Katakolo - Kyparissia
Thalassia Periochi Kolpou Kyparissias: Akr. Katakolo - Kyparissia este o arie protejată (arie specială de conservare — SAC, sit de importanță comunitară — SCI) din Grecia întinsă pe o suprafață de 11.324,62 ha, integral marine.

## Localizare
Centrul sitului Thalassia Periochi Kolpou Kyparissias: Akr. Katakolo - Kyparissia este situat la coordonatele 37°37′18″N 21°24′30″E / 37.621753°N 21.408301°E.

## Înființare
Situl Thalassia Periochi Kolpou Kyparissias: Akr. Katakolo - Kyparissia a fost declarat sit de importanță comunitară în august 1996 pentru a proteja 3 specii de animale. Situl a fost protejat și ca arie specială de conservare în martie 2011.

## Biodiversitate
Situată în ecoregiunea marină mediteraneană, aria protejată conține 3 habitate naturale: Bancuri de nisip acoperite în permanență slab de apă marină, Straturi cu Posidonia (Posidonion oceanicae), Recifuri.
La baza desemnării sitului se află mai multe specii protejate:
- mamifere (1): vidră de râu (Lutra lutra)
- pești (1): Alosa fallax
- reptile (1): Chelonia mydas

Pe lângă speciile protejate, pe teritoriul sitului au mai fost identificate 1 specie de plante, 3 specii de mamifere, 1 specie de nevertebrate, 1 specie de pești.